# زیبای سیاه (فیلم ۱۹۷۱)
«زیبای سیاه» (انگلیسی: Black Beauty) فیلمی در ژانر درام به کارگردانی جیمز هیل است که در سال ۱۹۷۱ منتشر شد.